# Associazione Calcio Udinese 1966-1967
Questa voce raccoglie le informazioni riguardanti l'Associazione Calcio Udinese nelle competizioni ufficiali della stagione 1966-1967.

## Stagione
Nella stagione 1966-1967 l'Udinese disputa il girone A del campionato di Serie C, con 40 punti si piazza in quarta posizione di classifica. Il torneo è stato vinto dalla coppia formata dal Monza e dal Como con 50 punti, per designare la promossa e si è reso necessario uno spareggio giocato a Bergamo e vinto dal Monza (1-0) il 4 giugno 1967. Sono retrocesse in Serie D la Mestrina e la Cremonese.

## Rosa
| N. |                   | Ruolo | Calciatore           |
| -- | ----------------- | ----- | -------------------- |
|    | Italia (bandiera) | C     | Bruno Baldo          |
|    | Italia (bandiera) | D     | Romano Bernard       |
|    | Italia (bandiera) | A     | Giorgio Blasig       |
|    | Italia (bandiera) | C     | Alessandro Bon       |
|    | Italia (bandiera) | A     | Nello Campana        |
|    | Italia (bandiera) | A     | Paolo Ciclitira      |
|    | Italia (bandiera) | A     | Bernardino Cremaschi |
|    | Italia (bandiera) | C     | Franco De Cecco      |
|    | Italia (bandiera) | D     | Claudio Delpin       |
|    | Italia (bandiera) | C     | Ermanno Del Zotto    |
|    | Italia (bandiera) | C     | Giuseppe Del Zotto   |
|    | Italia (bandiera) | C     | Claudio Di Giusto    |
|    | Italia (bandiera) | D     | Adriano Fedele       |

| N. |                   | Ruolo | Calciatore         |
| -- | ----------------- | ----- | ------------------ |
|    | Italia (bandiera) | C     | Walter Franzot     |
|    | Italia (bandiera) | A     | Giovanni Galeone   |
|    | Italia (bandiera) | A     | Luciano Giulio     |
|    | Italia (bandiera) | P     | Marco Gortan       |
|    | Italia (bandiera) | C     | Roberto Manganotto |
|    | Italia (bandiera) | A     | Bruno Mantellato   |
|    | Italia (bandiera) | A     | Gianfranco Momesso |
|    | Italia (bandiera) | D     | Tullio Palù        |
|    | Italia (bandiera) | A     | Giancarlo Poletto  |
|    | Italia (bandiera) | D     | Ido Sgrazzutti     |
|    | Italia (bandiera) | D     | Pietro Zampa       |
|    | Italia (bandiera) | C     | Giuliano Zoratti   |

## Risultati

### Campionato

#### Andata
| Arbitro: | Mascali (Desenzano del Garda) |

|                    |           |  |
| Galeone 63’ (rig.) | Marcatori |  |

| Arbitro: | Serafino (Roma) |

|            |           |                                           |
| Perego 42’ | Marcatori | 36’ (aut.) Desio 39’ Ciclitira 71’ Giulio |

| Arbitro: | Bosso (Asti) |

|                                   |           |                       |
| Mantellato 12’ Galeone 65’ (rig.) | Marcatori | 36’ Biasiolo 72’ Mola |

| Arbitro: | Capriccioli (Roma) |

|          |           |  |
| Sala 28’ | Marcatori |  |

| Arbitro: | Fuschi (Pescara) |

|                                   |           |          |
| Galeone 37’ (rig.) Sgrazzutti 89’ | Marcatori | 15’ Tomy |

| Trieste 30 ottobre 1966 6ª giornata | Triestina               | 0 – 0 | Udinese | Stadio Giuseppe Grezar (8.000 spett.)\| Arbitro: \| Caligaris (Alessandria) \| |
| Arbitro:                            | Caligaris (Alessandria) |       |         |                                                                                |

| Arbitro: | Toselli (Cormons) |

|              |           |               |
| De Cecco 19’ | Marcatori | 40’ Callegari |

| Mestre 13 novembre 1966 8ª giornata | Mestrina         | 0 – 0 | Udinese | Stadio Francesco Baracca\| Arbitro: \| Beccaria (Lecco) \| |
| Arbitro:                            | Beccaria (Lecco) |       |         |                                                            |

| Arbitro: | Levrero (Genova) |

|               |           |  |
| Cremaschi 49’ | Marcatori |  |

| Monfalcone 27 novembre 1966 10ª giornata | C.R.D.A. Monfalcone  | 0 – 0 | Udinese | Stadio Cosulich (4.000 spett.)\| Arbitro: \| Bencetti (Treviglio) \| |
| Arbitro:                                 | Bencetti (Treviglio) |       |         |                                                                      |

| Arbitro: | D'Amico (Loreto) |

|                |           |  |
| Sgrazzutti 39’ | Marcatori |  |

| Arbitro: | Lo Giudice (Torino) |

|  |           |                                   |
|  | Marcatori | 22’ Del Zotto 59’, 77’ Mantellato |

| Udine 18 dicembre 1966 13ª giornata | Udinese              | 0 – 0 | Como | Stadio Moretti\| Arbitro: \| Gialluisi (Barletta) \| |
| Arbitro:                            | Gialluisi (Barletta) |       |      |                                                      |

| Arbitro: | Treggiari (Roma) |

|                               |           |                  |
| Ceccotti 64’, 80’ Sartore 69’ | Marcatori | 16’, 32’ Campana |

| Arbitro: | Trinchieri (Reggio Emilia) |

|                                   |           |                         |
| Crespi 15’ (rig.) Dolgan 48’, 81’ | Marcatori | 33’ Cremaschi 74’ Zampa |

| Arbitro: | Cimma (Biella) |

|                                          |           |                              |
| Cremaschi 7’ De Cecco 33’ Mantellato 67’ | Marcatori | 26’ (rig.) Pantani 64’ Rossi |

| Arbitro: | Fusaro (Padova) |

|                               |           |            |
| Simonato 39’ M. Agnoletto 52’ | Marcatori | 65’ Blasig |

#### Ritorno
| Arbitro: | Lavetti (Bergamo) |

|                                   |           |                |
| Sacco 25’ Bianco 50’ Marforio 75’ | Marcatori | 80’ Mantellato |

| Udine 5 febbraio 1967 19ª giornata | Udinese           | 0 – 0 | Rapallo | Stadio Moretti\| Arbitro: \| Bianchi (Firenze) \| |
| Arbitro:                           | Bianchi (Firenze) |       |         |                                                   |

| Arbitro: | Reggiani (Bologna) |

|          |           |                                       |
| Mola 85’ | Marcatori | 62’ Mantellato 71’ Blasig 87’ Momesso |

| Arbitro: | Sgherri (Grosseto) |

|                                |           |                            |
| De Cecco 57’ Blasig 71’ (rig.) | Marcatori | 24’ Vivarelli 34’ Maggioni |

| Arbitro: | D'Amico (Loreto) |

|                             |           |                             |
| Cappellazzo 79’ Votta 90+1’ | Marcatori | 76’ De Cecco 88’ Mantellato |

| Arbitro: | Messinese (Taranto) |

|                         |           |  |
| De Cecco 6’ Momesso 56’ | Marcatori |  |

| Arbitro: | Campanini (Finale Emilia) |

|             |           |                        |
| Mentani 51’ | Marcatori | 31’ Blasig 83’ Momesso |

| Arbitro: | Magnani (Firenze) |

|                        |           |  |
| Blasig 18’ Galeone 73’ | Marcatori |  |

| Arbitro: | Crista (Livorno) |

|                         |           |            |
| Magheri 27’ Valerio 79’ | Marcatori | 21’ Blasig |

| Arbitro: | Boccia (Bari) |

|            |           |  |
| Blasig 44’ | Marcatori |  |

| Chiavari 9 aprile 1967 28ª giornata | Entella          | 0 – 0 | Udinese | Stadio Comunale\| Arbitro: \| Frasso (Caserta) \| |
| Arbitro:                            | Frasso (Caserta) |       |         |                                                   |

| Arbitro: | Bova (Genova) |

|  |           |                    |
|  | Marcatori | 76’, 83’ Donadelli |

| Arbitro: | Serafino (Roma) |

|                           |           |                              |
| Sironi 19’ Giacomucci 73’ | Marcatori | 7’ Mantellato 45+1’ De Cecco |

| Udine 7 maggio 1967 31ª giornata | Udinese                   | 0 – 0 | Pro Patria | Stadio Moretti\| Arbitro: \| Sabattini (Finale Emilia) \| |
| Arbitro:                         | Sabattini (Finale Emilia) |       |            |                                                           |

| Arbitro: | Aloisi (Teramo) |

|  |           |            |
|  | Marcatori | 36’ Foglia |

| Arbitro: | Zecchini (Torino) |

|               |           |                   |
| Gibellini 53’ | Marcatori | 20’, 80’ De Cecco |

| Arbitro: | Zacchetti (Milano) |

|                          |           |                  |
| Galeone 25’ De Cecco 51’ | Marcatori | 88’ M. Agnoletto |

## Curiosità
Al 64º minuto di Udinese-Entella (11ª giornata, 4 dicembre 1966) vi è stata un'invasione di campo:
(Il Piccolo del 5 dicembre 1966)
Infatti l'Udinese verrà multata di 100.000 lire.